# 丁晓东
丁晓东（1963年3月—），男，汉族，安徽芜湖人，中共党员，曾任上海理工大学校长。现任上海创智学院常务副院长。

## 生平
1963年出生于安徽繁昌，1983年毕业于安徽师范大学数学专业，获理学学士学位。1988年毕业于中国纺织大学（现东华大学）应用数学专业，获理学硕士学位。2002年毕业于东华大学控制理论与控制工程专业，获工学博士学位。
历任中国纺织大学基础部党总支副书记，东华大学信息学院副院长，东华大学党委组织部副部长，上海市教育委员会高等教育处副处长、处长。2007年11月，任上海理工大学副校长、党委常委。2012年1月，任上海工程技术大学校长。2014年11月，任上海市教育委员会副主任。2018年2月，任上海理工大学校长。2024年8月，不再担任中共上海理工大学委员会副书记、上海理工大学校长职务。现任上海创智学院常务副院长。

## 学术贡献
主要从事数学、应用数学、控制理论与控制工程领域研究工作，主持上海市科委战略研究项目、上海市教委综合改革项目、上海市软科学研究项目等多项。曾获宝钢优秀教师奖、上海市教学成果一等奖、上海市政协优秀提案奖等奖励。

## 社会兼职
国务院学位委员会第八届学科评议组系统学科组召集人，中国系统工程学会副理事长，全国高等学校设置评议委员会委员，教育部高等学校专业设置与教学指导委员会委员，上海市科协副主席，上海市政协委员、科教文卫体委员会副主任。